# NGC 6122
NGC 6122是位於星座北冕座的螺旋星系，距離約48,400萬光年。NGC 6122是由天文學家紀堯姆·比古爾當於1886年5月6日發現的，其直徑為211,000光年。NGC 6122沒有太多的恆星形成，也沒有活動星系核。
到目前為止，NGC 6122只是一顆超新星SN 2003ge的宿主星系。天文學家蒂姆·帕克特（英語：Tim Puckett）和亞利克斯·朗格西斯（英語：Alex Langoussis）於2003年6月21日發現了它。它位於星系核心以西8.8角秒，以北0.1角秒處。這顆超新星是Ia型。

## 外部連結
- 维基共享资源上的相關多媒體資源：NGC 6122